# L.A. Noire
L.A. Noire es un videojuego de acción y aventura desarrollado por Team Bondi y distribuido por Rockstar Games. Anunciado en un principio sólo para PlayStation 3, Rockstar reveló que finalmente también se adaptaría una versión para Xbox 360. Posteriormente, Rockstar Games lanzó el título para Microsoft Windows en noviembre de 2011. Se desarrollaron varios contenidos descargables (DLC), uno de ellos constaba de dos nuevas misiones: «La ciudad desnuda» y «El Lapsus». Estos contenidos fueron lanzados el 31 de mayo, fecha en la que la compañía dio a conocer el Rockstar Pass, el nuevo método de compra y reserva de los DLC del juego, y que se podía adquirir en un tiempo limitado. El Rockstar Pass permitía al usuario adquirir también los contenidos de descarga «Galvanizados Nicholson» y «Un montón de hierba», que fueron lanzados el 21 de junio y el 12 de julio, respectivamente.
El videojuego es un thriller criminal que combina elementos de un videojuego no lineal y una aventura gráfica. Sitúa su trama en la ciudad de Los Ángeles en 1947 y está protagonizado por Cole Phelps, un detective novato del Departamento de Policía de Los Ángeles que deberá resolver una serie de casos. Como su nombre indica, L.A. Noire y su historia están muy influenciados por el cine negro de los años 1940 y 1950. Su ambientación hace empleo de elementos del cine detectivesco de la década de 1940, como corrupción o drogas, así como el uso de una banda sonora de música jazz.
L.A. Noire recibió críticas generalmente positivas de la prensa. Posee un puntaje promedio 89 sobre 100 y 88% en Metacritic y GameRankings, respectivamente. Durante el día de lanzamiento del videojuego en Estados Unidos, las acciones de Take-Two Interactive cerraron con un incremento del 7,75% y llegó a alcanzar un máximo del 17,75%, lo que convirtió estos resultados en los mejores de la compañía en los últimos tres años. Hacia febrero de 2012, L.A. Noire ya había vendido cerca de cinco millones de copias.

## Sistema de juego
El juego combina elementos de investigación —como misterio y crímenes por resolver— propios del género de las aventuras gráficas, con secuencias de acción en tercera persona, como persecuciones y tiroteos. De forma paralela a las misiones que conforman la trama principal del juego se puede participar en misiones secundarias tras recibir un aviso de la central de policía. El jugador se puede desplazar por toda la ciudad a pie y en los vehículos oficiales de policía, así como otros muchos que tendrá que desbloquear previamente, o tomar automóviles de los ciudadanos por necesidad policial. A diferencia de otros títulos de Rockstar, como la serie Grand Theft Auto o Red Dead Redemption, la historia en L.A. Noire sigue una trama mucho más lineal que los anteriormente mencionados, en la que el jugador tiene cierta libertad para moverse en un entorno abierto y analizar el escenario de los crímenes, pero no puede crear el caos de forma libre o matar peatones con armas o coches, pues el personaje principal es un detective de policía. Las armas sólo se permiten en las situaciones de acción propias de las misiones.
Durante la trama, el juego sigue una mecánica regular a la hora de presentar la acción. El jugador recibe las órdenes relativas al caso de su correspondiente jefe o bien mediante un aviso por radio para presentarse en el lugar del crimen. El personaje principal, Cole Phelps, es acompañado por un detective que se le asigna como compañero y que sirve al jugador como ayuda para obtener pistas. Phelps puede interactuar con los elementos que componen el escenario del crimen y a medida que se acerca a pistas relevantes sonará una música que indica que existe un objeto que puede ser examinado. El único utensilio que puede utilizarse durante la investigación es la libreta de anotaciones donde se guardan automáticamente todas las pistas, testimonios, sospechosos y direcciones.
Una de las principales novedades de L.A. Noire es el sistema de interrogatorios. Phelps, junto al compañero que le sea asignado según el departamento en el que se encuentre, se verá constantemente envuelto en interrogatorios a los sospechosos o testigos de los crímenes, ya sea en el lugar del asesinato, en direcciones anotadas previamente o en los despachos del Departamento de Policía de Los Ángeles. El jugador dispone siempre de tres opciones cuando interroga a los personajes de los casos: verdad, duda y mentira. Todas ellas implican diferentes reacciones y respuestas de los interrogados y Phelps no puede rectificar con las dos primeras. Sin embargo, si el jugador elige la opción «mentira» el acusado le exigirá una prueba, que Phelps encontrará, correcta o incorrectamente, en su libreta de anotaciones. Las realistas expresiones faciales de los interrogados, conseguidas con la tecnología MotionScan, son una de las principales características de L.A. Noire y el jugador podrá deducir de sus reacciones si el acusado miente o dice la verdad.
Existe un sistema de puntuación que mide la experiencia del jugador durante la historia. A medida que Phelps resuelve casos, solventa con éxito los interrogatorios y completa misiones principales y secundarias irá ascendiendo de rango y obtendrá puntos de intuición. Estos puntos permiten al jugador la eliminación de opciones en los interrogatorios y descubrir las pistas de los escenarios en los que se ha producido un asesinato.

## Trama
La trama se centra en Cole Phelps, un exmarine que tras la Segunda Guerra Mundial comienza a trabajar como agente del Departamento de Policía de Los Ángeles como agente de patrulla junto a su compañero Ralph Dunn. Tras descubrir al responsable de un asesinato, sus superiores deciden trasladarle al departamento de tráfico. En este departamento investigará varios casos junto a su nuevo compañero Stefan Bekowsky. Uno de estos casos, el cual a simple vista parece un accidente normal y corriente, acaba destapando un caso de abuso sexual en unos estudios de cine de Hollywood y por lo tanto Phelps es ascendido al departamento de homicidios. aquí conoce al prepotente agente de antivicio, Roy Earle, quien le invita a un club nocturno donde actúa la cantante alemana Elsa Lichtmann de quien Cole se enamora aunque se encuentre casado.
Mientras, Courtney Sheldon, un excompañero de Phelps durante la Batalla de Okinawa, decide robar la morfina que transportaba el barco que les devolvía a Estados Unidos junto a sus compañeros de pelotón, a excepción de Jack Kelso. Tras esto Sheldon decide estudiar medicina y conoce al psiquiatra Harlan Fontaine a quien pide ayuda para un amigo suyo el cual sufría de Trastorno por estrés postraumático tras la guerra.
Cole y su nuevo compañero, Rusty Galloway, investigan una serie de asesinatos similares al de la Dalia Negra. Tras encontrar y arrestar a una gran cantidad de sospechosos, los crímenes no cesan, por lo cual el cuerpo de policía está en problemas. Sin embargo, el asesino manda una carta a la comisaría y Phelps y Rusty deben recorrer distintos puntos de la ciudad recogiendo otras notas para finalmente dar con el asesino, Garret Mason, quien se esconde en una iglesia. Tras acabar con él, Phelps es trasladado a Antivicio, pero al ser Mason familiar de un importante político ni él ni Rusty reciben condecoraciones.
Phelps ahora trabaja junto al agente Roy Earle. Entre otros casos investigan la morfina que Sheldon y el resto del pelotón de Cole robaron. El mafioso Mickey Cohen ha tenido problemas con Sheldon y sus hombres por lo que Kelso, ahora convertido en investigador de una agencia de seguros, debe acudir en su ayuda. Cohen sin embargo ordena acabar con los miembros del pelotón por lo que Phelps debe enfrentarse a los hombres de este. Al mismo tiempo Cole ha cometido un adulterio con Elsa, hecho que aprovechan Roy y el jefe de policía para ensombrecer un caso de prostitución que involucraba a importantes figuras políticas de la ciudad. Por esta razón Cole acaba descendido a trabajar al departamento de Incendios.
Sheldon por su parte da gran parte de la mercancía a Harlan Fontaine quien en realidad utiliza las drogas para controlar a Ira Hogeboom, el amigo con traumas de Sheldon. El doctor recompensa a Courtney convirtiéndolo en miembro del Fondo de Reconstrucción Residencial. Esto es un fondo liderado por el empresario Leland Monroe, creado para construir casas para los veteranos de guerra aunque en realidad sirve para enriquecerse de forma explícita a costa de destruir las casas y luego tratar de vender los terrenos donde se encontraban al gobierno federal a un precio mucho más caro de lo que realmente cuestan.
Cole y su compañero Herschel Biggs investigan una serie de incendios provocados. Aunque al principio parezcan hechos aislados, estos incendios parecen estar vinculados con el Fondo de Reconstrucción Residencial y el autor de estos incendios ha sido Ira Hogeboom, quien ha sido manipulado por el doctor Fontaine. En ese momento del juego se pasa a controlar a Jack Kelso como investigador de la compañía de seguros California Fire & Life. Kelso descubre la corrupción del Fondo de Reconstrucción, quienes incendian las casas para recibir indemnizaciones por parte del gobierno. La investigación del caso resulta peligrosa debido a que los hombres de Monroe y otros altos cargos están implicados en el escándalo. Kelso y algunos de sus compañeros de su pelotón asaltan la mansión de Monroe y descubren una lista de sobornos en donde varias figuras importantes de la política en California, incluyendo a Roy, están involucrados en el escándalo. Fontaine asesina a Sheldon e intenta lo mismo con Elsa, que fue quien avisó a Kelso del escándalo. Sin embargo Ira asesina al doctor y secuestra a Elsa.
Kelso, Phelps y Biggs acuden en la ayuda de Elsa hasta las cloacas de la ciudad donde se encuentra Ira mientras los hombres de Monroe intentan detenerles. Finalmente Ira le recuerda a Cole su pasado en Okinawa cuando le ordenó incendiar una cueva creyendo que se encontraba llena de militares pero que sin embargo estaba ocupada por civiles. Este hecho acabó traumatizando a Ira. Kelso acaba con él y huye junto a Elsa. Cole sin embargo no consigue escapar y muere ahogado. El juego termina con el funeral de Phelps donde Roy realiza un hipócrito discurso causando el enfado de Elsa, quien se marcha de la capilla.
Al terminar los créditos se muestra un flashback en el que Sheldon y el resto del pelotón, estando en el barco cargado con la morfina que más tarde roban, se enteran del ascenso de Cole al departamento de policía de Los Ángeles, al mismo tiempo se muestran más detalles del como Sheldon planea junto al pelotón robar la morfina para venderla, plan del cual Kelso decide no ser parte.

## Reparto
| Personaje              | Actor                |
| ---------------------- | -------------------- |
| Cole Phelps            | Aaron Staton         |
| Rusty Galloway         | Michael McGrady      |
| Roy Earle              | Adam John Harrington |
| Stefan Bekowsky        | Sean McGowan         |
| Herschel Biggs         | Keith Szarabajka     |
| Jack Kelso             | Gil McKinney         |
| Elsa Litchmann         | Erika Heynatz        |
| Leland Monroe          | John Noble           |
| Dr. Harlan Fontaine    | Peter Blomquist      |
| Dr. Malcolm Carruthers | Andy Umberger        |
| Capt. James Donelly    | Andrew Connolly      |
| Capt. Lachlan McKelty  | Randy Oglesby        |
| Capt. Gordon Leary     | Ned Vaughn           |
| Lt. Archibald Colmyer  | Steve Rankin         |
| Agente Ralph Dunn      | Rodney Scott         |
| Courtney Sheldon       | Chad Todhunter       |
| Albert Lynch           | Michael Shamus Wiles |
| Ira Hogeboom           | J. Marvin Campbell   |
| Mickey Cohen           | Patrick Fischler     |
| Curtis Benson          | Jim Abele            |
| Garret Mason           | Andrew Lukich        |
| Archivo                | Melanie Marnell      |

## Desarrollo
En febrero de 2004, el presidente de Team Bondi, Brendan McNamara, aseguró en una entrevista que el proyecto estaba «financiado completamente por Sony Computer Entertainment America. Tenemos un amplio y exclusivo acuerdo con ellos». Dos años más tarde, en 2006, Rockstar Games anunció su compromiso de publicar el título en el que estaba trabajando Team Bondi —cuyo equipo estaba formado por el ya desaparecido Team Soho, responsable de crear la franquicia de The Getaway—. El equipo de Team Bondi se trasladó a Los Ángeles para comenzar un duro trabajo de recreación de la ciudad y una posterior etapa de documentación bibliográfica para reflejar lo más fielmente posible la ciudad en los años 1940. En esa etapa de documentación, la compañía australiana trabajó con nombres, fotografías y casos policiales reales ocurridos en Los Ángeles en la época en la que está ambientada la historia del videojuego. Para ello se registraron los archivos de la Universidad de California en Los Ángeles y la Universidad del Sur de California, y revisaron 180 000 fotografías de periódicos de la época como Los Angeles Times, The Herald Examiner y The Daily News. Para la labor de recreación de la ciudad de Los Ángeles se tuvieron en cuenta mapas hechos a mano de los años 1940 por la Administración del presidente Franklin D. Roosevelt e imágenes aéreas de la zona.
En junio de 2007, Take-Two Interactive, el publicador de Rockstar Games, confirmó que el lanzamiento de la versión para PlayStation 3 se retrasaba hasta el año fiscal de 2008, en un comunicado de prensa en relación con los resultados financieros de la empresa del segundo trimestre. Sin embargo, durante una conferencia de accionistas, un portavoz de Take-Two insinuó que el lanzamiento del videojuego se ampliaría también a su versión de Xbox 360 al afirmar que «L.A. Noire está desarrollándose para sistemas de consolas de próxima generación». En septiembre del mismo año, Take-Two anunció que el lanzamiento del videojuego se retrasaría hasta su año fiscal de 2009. L.A. Noire apareció en la portada de marzo de la revista Game Informer y se reveló que, definitivamente, el videojuego dispondría de su versión en Xbox 360. En septiembre de 2010 Take-Two anunció, en la reunión que mantuvo con sus inversores, que el título saldrá al mercado a lo largo de la primera mitad de 2011. Ben Feder, de Take-Two, reconoció que la editora no tenía prisa con la fecha de salida del videojuego y aseguró que «echando un vistazo al competitivo mercado que existe, no hay nada como él en términos de jugabilidad y de tecnología. Queremos asegurarnos bien de que lo hacemos de la mejor forma posible». El 11 de noviembre, Rockstar Games lanzó el primer avance oficial del videojuego a través de su página web y las redes sociales. En el tráiler se presentó al personaje principal de la trama, el agente Cole Phelps, interpretado por Aaron Staton (Mad Men), y otros actores como John Noble (Fringe).
L.A. Noire utiliza un motor gráfico desarrollado por Team Bondi en conjunto con el motor de físicas Havok. Además, usa una novedosa tecnología Darksprint que incluye iluminación global en tiempo real. Los procesos de grabación de diálogos, animación y actuación se grabaron de manera conjunta, capturando los movimientos de los actores —la actriz australiana Erika Heynatz fue una de las modelos que participaron en las capturas— de manera similar al proceso cinematográfico, pero empleando modelos 3D totalmente animados. Para ello, el equipo de Team Bondi empleó la nueva tecnología MotionScan, capaz de recoger todos los detalles de las gesticulaciones y se utilizaron treinta y dos cámaras de alta definición. En total, la compañía acumuló doscientos terabytes de tamaño en capturas de movimiento. Oliver Bao, de Depth Analysis —filial de Team Bondi—, aseguró que «tradicionalmente, un minuto de animación facial necesita un par de animadores al mes. La idea es poder producir en masa. Alrededor de veinte minutos de material al día. Sin artistas para los personajes ni animadores trabajando conmigo». El equipo de Team Bondi trabajó con un guion que abarcó alrededor de dos mil páginas y empleó cerca de trescientos actores dirigidos por Michael Uppendahl.

### Controversia, casoThe Bondi Eleveny cierre de Team Bondi
Poco después del lanzamiento del videojuego, un grupo de exempleados de Team Bondi apodados The Bondi Eleven publicó un sitio web que contenía nombres que habían quedado fuera o aparecían incorrectamente enlistados en los créditos de L.A. Noire, sumado a ello, muchos de ellos fueron a varios medios de comunicación como periódicos y radio a exponer los maltratos a los que fueron sometidos durante el desarrollo del juego por parte de McNamara, dando datos como los despidos y renuncias masivas que hubo en Team Bondi y como el juego estuvo en un periodo de crunch por 2 años de 2009 a 2011 con amenazas por parte de McNamara de que a cualquier persona que llegara tarde al estudio o renunciara, se les descontaría de su salario e incluso no se les pagaría por su trabajo, además, comentando que McNamara para ahorrar costos a trabajadores, hizo que pasantes universitarios estuvieran involucrados en el desarrollo, a los que prácticamente no se les pagaba nada y muchos de ellos renunciaban al poco tiempo por la presión que ejercía McNamara.
Rockstar Games, consciente de todo el desastre que ocurría en Team Bondi, mandó a varios desarrolladores y supervisores de sus estudios internos de Rockstar North, Rockstar San Diego, Rockstar New England y Rockstar Leeds (también contando con el apoyo de la empresa Technicolor India, aunque sin ser incluido en los créditos) para que ayudaran al desarrollo del juego, ya que este se había vuelto bastante lento, además de contar con varios retrasos y también para intentar calmar a McNamara, ya que aparte de los problemas reportados por los extrabajadores, también debido a que el uso del MotionScan y las capturas de movimiento comenzaron a excederse del presupuesto, incluso Rockstar Leeds terminó haciéndose responsable de la adaptación del juego para Microsoft Windows.
Tras la publicación de los artículos por los exempleados de Team Bondi, muchos de ellos empezaron un boicot en contra del juego exigiendo que se les pagara lo que les correspondía, según se dijo, Take-Two Interactive, empresa madre de Rockstar Games, pensó en comprar el estudio para despedir a McNamara y renombrar al estudio como Rockstar Sydney tras ver todos los problemas en los que Team Bondi estaba involucrado, sin embargo, en octubre de 2011, McNamara anunció el cierre del estudio de Team Bondi luego de problemas con Rockstar Games y problemas burocráticos.
A pesar del cierre de Team Bondi, Rockstar Games se quedó con todos los derechos de L.A. Noire, por lo cual Rockstar puede relanzar el juego sin problemas, como pasó en 2017 cuando se relanzó el juego remasterizado para PlayStation 4, Xbox One, Nintendo Switch y PC desarrollado por Virtuos Games, además de eso, se publicó una versión en Realidad virtual titulado L.A. Noire: The VR Case Files desarrollado por Video Games Deluxe, empresa también creada por McNamara y que en 2025 finalmente sería comprado por Take-Two Interactive y serían renombrados Rockstar Australia.

## Promoción y lanzamiento
A lo largo del proceso de desarrollo de L.A. Noire, discurrió paralelamente un amplio período de promoción del videojuego. Revistas especializadas en videojuegos como Game Informer, PlayStation, Games TM o Hobby Consolas realizaron extensos reportajes sobre el juego y colocaron en la portada de sus revistas sus primicias sobre L.A. Noire.
En noviembre de 2010, Rockstar Games estrenó el primer tráiler oficial del videojuego en su sitio web, en el que aún se anunciaba para 2011, mientras que el segundo fue estrenado en todo el mundo en enero de 2011. En esta ocasión, y al final del avance, Rockstar desvelaría la fecha de lanzamiento para el 17 de mayo. Las primeras imágenes in-game del juego vieron la luz en febrero de 2011, en un vídeo titulado «Orientación», que fue estrenado por Rockstar en su página web. Por su parte, la carátula y el diseño de portada de L.A. Noire para sus versiones en PlayStation 3 y Xbox 360 fueron presentadas oficialmente el 23 de febrero.
Al igual que ocurrió anteriormente con Red Dead Redemption, Rockstar realizó un serial de recomendaciones de películas clásicas del cine negro para promocionar L.A. Noire. Entre los filmes que la compañía escogió para sus seguidores están Chinatown, Scarlet Street o El halcón maltés. En febrero Rockstar anunció una serie de contenidos extra para todos aquellos clientes que hicieran su reserva del videojuego. Los cinco contenidos incluyen casos policiales no incluidos en el videojuego y nuevos trajes que proporcionan habilidades adicionales al personaje.
En mayo de 2011, Rockstar Games anunció el lanzamiento, junto a la editora Mulholland Books, una serie de novelas digitales cortas inspiradas en L.A. Noire. Esta saga, titulada L.A. Noire: The Collected Stories, está compuesta por ocho novelas cortas basadas en personajes y casos del videojuego, y fueron publicadas el 6 de junio. Desde el sitio web de Rockstar se ofreció una muestra gratuita de la primera entrega de la serie, The Girl, escrita por Megan Abbott.
En septiembre de ese mismo año, Rockstar anunció la versión para Microsoft Windows de L.A. Noire, titulada The Complete Edition, la cual incorpora todos los DLC anteriormente lanzados en videoconsolas. Algunas mejoras para esta versión incluyen la adaptación a teclado y ratón, función para gamepad, gráficos y soporte estereoscópico 3D. Finalmente, esta edición fue lanzada el 8 de noviembre en Norteamérica y el 11 de noviembre a nivel internacional. En octubre de 2011, Rockstar anunció que esta misma edición estaría disponible para consolas una semana después que el lanzamiento para PC: el 15 y 18 de noviembre en América del Norte y a nivel internacional, respectivamente.
En febrero de 2012, Rockstar publicó un parche que añade soporte para DirectX 11.